# Славољуб Јанковић
Славољуб Јанковић (Параћин, 17. фебруар 1969) бивши је југословенски и српски фудбалер.

## Биографија и каријера
Играо је у млађим категоријама Црвене звезде. Иако је са Црвеном звездом постао првак Југославије 1990. године, Јанковић је укупно одиграо само четири утакмице за црвено−беле. Покушао је да се докаже у Напретку из Крушевца, али га је пут одвео до Будућности у Подгорицу. Уследила је повреда и дужа пауза, па је каријеру наставио у ОФК Београду. Затим је две године провео у Бугарској у дресу Локомотиве. На 39 мечева у клубу из Пловдива постигао је три поготка. После тога је одлучио да заврши играчку каријеру и посвети се тренерском послу. Радио је годинама у појединим нижим лигама, а затим је одлучио да отвори своју школу фудбала.
Са младом репрезентацијом Југославије постао првак света на Светском првенству за младе у Чилеу 1987.